# Хуверсвил (Пенсилванија)
Хуверсвил (енгл. Hooversville) град је у америчкој савезној држави Пенсилванија.

## Демографија
По попису из 2010. године број становника је 645, што је 134 (-17,2%) становника мање него 2000. године.
| Група             | 2000.       | 2010.       |
| Белци             | 769 (98,7%) | 640 (99,2%) |
| Афроамериканци    | 2 (0,3%)    | 1 (0,2%)    |
| Азијати           | 0 (0,0%)    | 0 (0,0%)    |
| Хиспаноамериканци | 1 (0,1%)    | 2 (0,3%)    |
| Укупно            | 779         | 645         |